# أثر التعرج

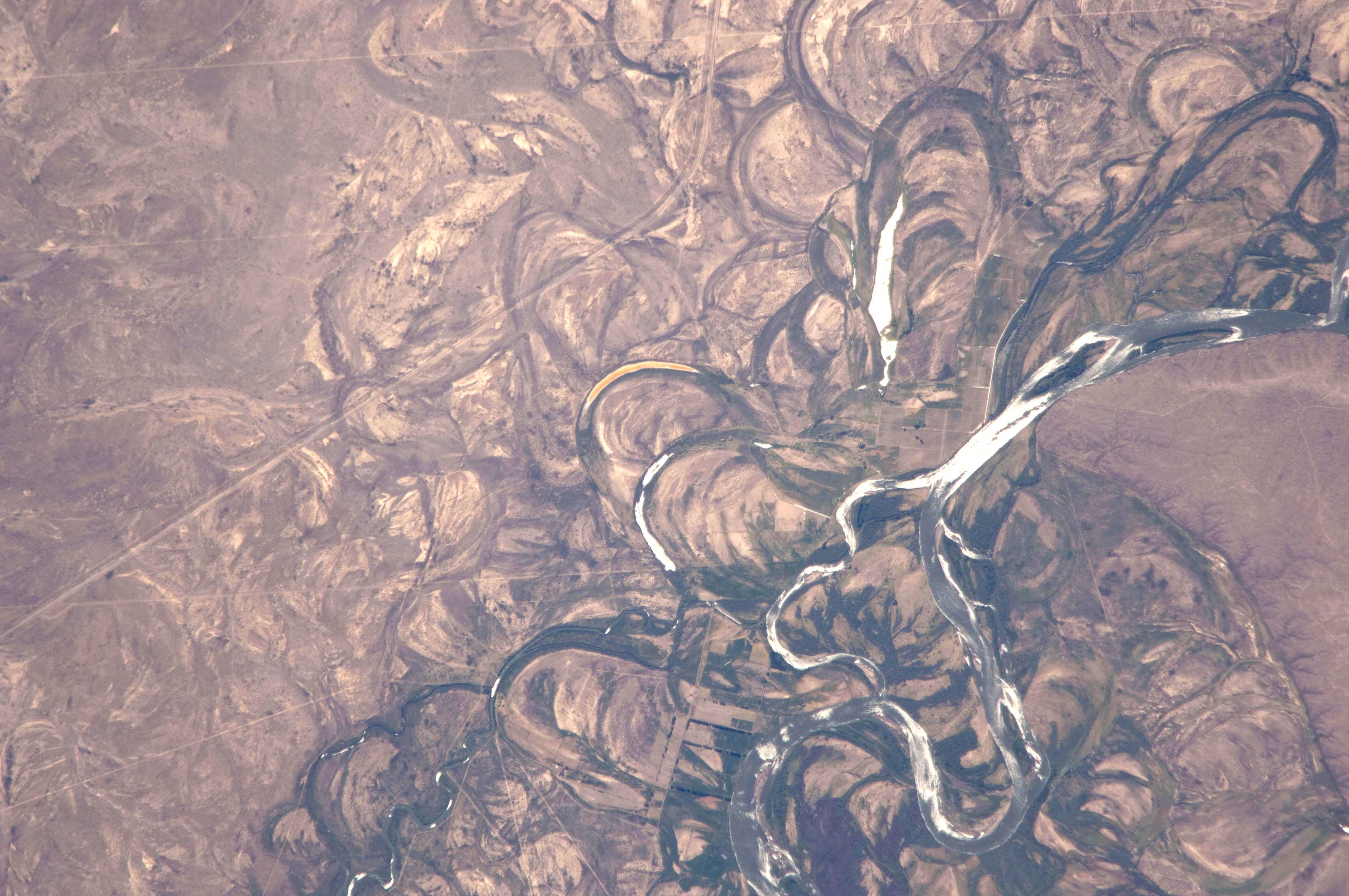
مشهد آثار متعرجات الـبحيرات المتقطعة ومتعجرات مهجورة في السهل الفيضي بـريو نيجرو الأرجنتين. صورة فضائية صورت عام 2010 من قبل محطة الفضاء الدولية.

يعتبر أثر التعرج أو ما يسمى بكثرة الوعورة المتعرجة, ظاهرة جيولوجية تحدث بسبب أثر قنوات المياه المتعرجة. وتتميز بـ «قطع هلالي في منحدر أو جدار الوادي، الناتج عن...عين مياه متعرجة.» غالبًا ما يتم صناعتها أثناء إنشاء البحيرات المتقطعة.
ربما يشير المصطلح ذاته بدلاً عن ذلك إلى الشقوق الفعلية بضفة المنحدر، أو بالمظهر العام لـمتعرج جاف أو قيد الجفاف. وكلاهما يُستعمل لوصف مظاهر العملية ذاتها.
تحدث الآثار المتعرجة نتيجة السرعات المختلفة للتيارات بقناة النهر. ونتيجة للتيار ذي السرعة الأعلى على الضفاف الخارجية للنهر خلال المنحنى يحدث المزيد من التآكل حيث تشكل المنحدرات الخارجية التي تتميز بشدة الوعورة. In certain habitats, إذا احتوى الأثر على قدر كاف من المياه أو ملأته بحيرة متقطعة بالرواسب فربما تصبح هذه المناطق سبخات أو مناطق رطبة.